# Нереди у Енглеској 2011.
Нереди у Енглеској који су избили 6. августа 2011. године у лондонском кварту Тотенхем, били су нереди који су почели као мирни протест због убиства Марка Дагана током хапшења, а који су затим прерасли у насилне уличне нереде праћене насиљем, пљачкањем и паљењем продавница и аутобомила, да би се идућих дана проширили и на друге дијелове Лондона, а потом и на друге градове у Енглеској.

## Историја
Дана 4. августа 2011. приликом хапшења, убијен је двадесетдеветогодишњи Марк Даган, оптужен за продају кокаина, припадност локалној банди и умијешаност у пуцњаву повезану са продајом наркотика. том приликом био је повријеђен и један полицајац. Чланови породице и пријатељи убијеног Марка Дагана су у својим изјавама датим служби за жалбе Метрополитан полиције тврдили да убијени није био наоружан. Додатно незадовољство је изазвано чињеницом да је Марк Даган био афричког поријекла, као и велики степен незапослености и принудног отпуштања у Уједињеном Краљевству. Лондонска полиција је идући дан изјавила да је на мјесту убиства Марка Дагана пронађен метак калибра који није у полицијској употреби, док је лондонски лист Гардијан објавио тврдио да је пронађени метак био метак стандардне полицијске израде. Независна комисија је 9. августа 2011. утврдила да је нађени метак био испаљен из полицијског оружја.
Чланови породице и пријатељи убијеног Марка Дагана су 6. августа 2011. организовали протесте у сјеверној лондонској четврти Тотенхему, на којима је учествовало око 200 људи. Протести су почели мирно, међутим, пред крај дана око 22.30 прерасли су у уличне нереде у којима је дошло до сукоба појединих становника Тотенхема и полиције. Била су запаљена полицијска кола и аутобус на спрат, док су на локалним радњама били поразбијани прозори, да би потом уследила масовна пљачка. 
Запаљена возила и радње као и један дио главне улице Тотенхема захватио је пожар, међутим, лондонска ватрогасна бригада није могла да се пробије до пожара због уличних нереда тако да је пожар био угашен тек наредног дана. Протестанти су током нереда бацали разне предмете на полицију и повриједили 26 полицајаца, а полиција је тог дана ухапсила 42 особе.

### 7. август 2011.
Идући дан 7. августа 2011. су се улични нереди проширили на околне дијелове Лондона — Вуд Грин, Енфилд Таун, Излингтон и Брикстон на југу Лондона у којима су се јаке полицијске снаге специјалаца за разбијање уличних нереда сукобиле са углавном млађим вандалима који су разбијали прозоре продавница и крали робу.

### 8. август 2011.
Сљедећег дана, 8. августа у 07.59 командант лондонске Метрополитан полиције Кристин Џоунс је рекла: „Ово је осјетљива ситуација са изолованим случајевима насиља, пљачке и нереда у више градских квартова“.
Трећег дана улични нереди су забиљежени на ширем подручју Лондона, и то у Енфилд Тауну, Брикстону, Чингфорду, Оксфорд Серкесу, Луишаму, Стретаму, Долстону, Хакнију, Денмарк Хилу, Челсију, Пекаму, Бетнал Грину, Кројдону, Клапаму, Илингу, Вулиџу, Харлсдену, Излингтону, Камдену, Барнету, Нотинг Хилу, Сатону и другим квартовима. Забиљежени су сукоби са полицијом и бацање предмета на кордоне полиције, паљење паркираних возила, пљачке локалних продавница и подметање пожара након пљачке. Парламент Уједињеног Краљевства је током дана позвао британског премијера Дејвида Камерона да прекине годишњи одмор у Тоскани и да се врати у Лондон због озбиљности ситуације изазване уличним нередима.
Током ноћи између 8. и 9. августа 2011, нереди су избили у још неким градовима Енглеске. Прво у Бирмингему, затим у Ливерпулу, Бристолу, Лидсу, Нотингему, Оксфорду и Редингу.
Ноћ између 8. и 9. августа 2011. у Лондону је била најдраматичнија јер је од почетка нереда опљачкано највише продавница праћено паљевином, што је изазвало неколико већих пожара.

### 9. август 2011.
Влада је током дана одлучила да на подручју Лондона ангажује додатних 10.000 полицајаца као испомоћ, што је укупан број ангажованих полицајаца довео до 16.000.
Повећан број полиције на улицама Лондона је довео до дјелимичног смирења нереда и већег броја хапшења, док су се нереди проширили на друге градове Енглеске. Нереди су избили у Манчестеру, Салфорду, Нотингему и Ливерпулу.

### 10. август 2011.
До јутарњих часова 10. августа 2011, у Лондону је ухапшено укупно 768 изгредника.